# Atapuerca
Atapuerca ist eine Gemeinde und ein Ort am spanischen Jakobsweg in der Provinz Burgos der Autonomen Gemeinschaft Kastilien und León.
Vor Atapuerca existiert ein fin del rey – Ende des Königs genannter Markstein. Dieser Stein erinnert – wie auch eine Steintafel in Agés – an den Tod des Königs García III. im Jahr 1054. Er starb nach seiner Niederlage gegen und durch die Hand seines Bruders Ferdinand I., König von Kastilien und León, im Rahmen von Streitigkeiten um gemeinsame Grenzgebiete.
Weiter gibt es im Dorf die Pfarrkirche San Martín.

## Archäologische Funde
International bekannt wurde Atapuerca, nachdem dort seit 1994 in mehreren Karsthöhlen Hunderte fossile Knochen entdeckt worden waren, die der Gattung Homo zugeordnet werden konnten und deren Alter zum Teil 800.000 Jahre beträgt. Die spanischen Grabungsleiter definierten anhand dieser homininen Funde die neue Art Homo antecessor und wiesen sie zugleich als direkte Vorfahren des Neandertalers aus. Diese Abgrenzung der spanischen Funde von ähnlich alten afrikanischen und europäischen Funden ist allerdings umstritten; viele andere Forscher ordnen die älteren Funde Homo erectus zu und die jüngeren Homo heidelbergensis. Seit dem Jahr 2000 steht Atapuerca wegen dieser Fundstätten auf der Liste des Weltkulturerbes.